# Katsunari Mizumoto
Katsunari Mizumoto (japanisch 水本 勝成 Mizumoto Katsunari; * 19. Februar 1990 in der Präfektur Kumamoto) ist ein japanischer Fußballspieler.

## Karriere
Mizumoto erlernte das Fußballspielen in der Schulmannschaft der Luther Gakuin High School. Seinen ersten Vertrag unterschrieb er 2008 bei Gainare Tottori. Der Verein spielte in der dritthöchsten Liga des Landes, der Japan Football League. 2010 wurde er mit dem Verein Meister der Japan Football League und stieg in die J2 League auf. 2013 wechselte er zu FC Kagoshima (heute: Kagoshima United FC). Am Ende der Saison 2013 stieg der Verein in die Japan Football League auf. Am Ende der Saison 2015 stieg der Verein in die J3 League auf. 2018 wurde er mit dem Verein Vizemeister der J3 und stieg in die zweite Liga auf. Am Ende der Saison 2019 stieg der Verein wieder in die dritte Liga ab.